# Morandi

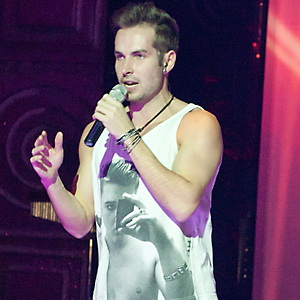
Randi în 2011

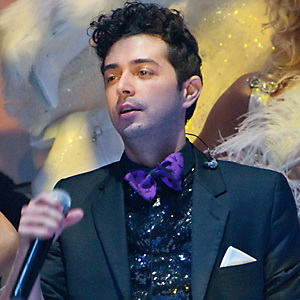
Moga în 2011

Morandi este o formație alcătuită din Marius Moga și Andrei Ștefan Ropcea din București, respectiv Pitești, România.  Formația a lansat albumul de debut intitulat Reverse în 2005, primul single, „Love Me” bucurându-se de succes, a adus succes grupului.. „Love Me” a ajuns rapid în clasamentul Romanian Top 100 din ediția a doua a anului 2005 ocupând poziția 3.  Următorul album al formației a fost lansat în 2006 și este intitulat Mind Fields. Mind Fields conține una dintre cele mai cunoscute piese ale lor și anume „Beijo (Uh-La-La)” ce a intrat în majoritatea topurilor din Europa pe locul întâi.  Morandi au stat pe locul întâi cu piesa „Beijo (Uh-La-La)” în topurile europene timp de 2 săptămâni întrecând artiști și formații precum Shakira, U2, Coldplay și alții. Datorită succesului lor european, formația a semnat un contract cu Universal Music Romania.  „Strategia noastră este una pe termen lung. Am așteptat mai bine de un an acest moment și ne bucurăm că primul nume din portofoliul nostru local este și unul dintre cele mai de succes pe piața românească” afirmă câțiva dintre angajații Universal Music România. Președintele Universal Music Group International, Lucian Grainge a fost de asemenea încântat de semnarea unui contract cu trupa precizând: „Suntem optimiști în ceea ce privește viitorul noii companii din România, dar și al artiștilor locali” Ultimul album al formației intitulat N3XT conține 14 piese, dintre care 13 compuse de Marius Moga și Andrei Ștefan Ropcea și a paisprezecea piesă, intitulată "Reality & Dreams" fiind o piesă compusă de către Mike Thomas. În 2008, trupa Morandi a fost nominalizată la EMA pentru performanțele sale deosebite.

## Discografie
- Reverse (2005)
- Mind Fields (2006)
- N3XT (2007)

### Cântece promovate
|                            | Titlu                                  | Poziția maximă | Poziția maximă | Poziția maximă | Poziția maximă | Poziția maximă | Poziția maximă | Poziția maximă | Poziția maximă | Album       |
| ROM                        | Titlu                                  | CZE            | EUR            | MAC            | POL            | RUS            | SVK            | UKR            |                | Album       |
| -------------------------- | -------------------------------------- | -------------- | -------------- | -------------- | -------------- | -------------- | -------------- | -------------- | -------------- | ----------- |
| 2005                       | „Love Me”                              | 3              | -              | -              | -              | -              | -              | -              | -              | Reverse     |
| 2005                       | „Beijo”                                | 1              | -              | -              | -              | -              | 212            | 54             | -              | Reverse     |
| 2006                       | „Falling Asleep”                       | 1              | -              | 142            | -              | -              | -              | -              | -              | Mind Fields |
| 2006                       | „A La Lujeba”                          | 1              | -              | -              | -              | -              | -              | -              | -              | Mind Fields |
| 2006                       | „Oh La La” (vers. engleză pt. „Beijo”) | -              | -              | -              | -              | -              | -              | -              | -              | Single only |
| 2007                       | „Afrika”                               | 2              | -              | 108            | -              | -              | 105            | -              | -              | N3XT        |
| 2007                       | „Angels”                               | 1              | 1              | 43             | 3              | 3              | 1              | 1              | 1              | N3XT        |
| 2008                       | „Save Me” (feat. Helene)               | 3              | 1              | 68             | 1              | 5              | 3              | 13             | 5              | N3XT        |
| 2009                       | „Colors”                               | 9              | 4              | 120            | -              | 19             | 1              | 1              | -              | Single only |
| 2010                       | „Rock The World”                       | -              | -              | -              | -              | -              | -              | -              | -              | Single only |
| 2011                       | ”Midnight Train”                       | -              | -              | -              | -              | -              | -              | -              | -              | Single only |
| 2011                       | „Serenada”                             | -              | -              | -              | -              | -              | -              | -              | -              | Single only |
| 2013                       | „Everytime We Touch”                   | -              | -              | -              | -              | -              | -              | -              | -              | Single only |
| 2014                       | „Living Without You”                   | -              | -              | -              | -              | -              | -              | -              | -              | Single only |
| 2016                       | „Keep You Safe”                        | -              | -              | -              | -              | -              | -              | -              | -              | Single only |
| 2018                       | „Kalinka”                              | -              | -              | -              | -              | -              | -              | -              | -              | Single only |
| 2019                       | „Professional Liar”                    | -              | -              | -              | -              | -              | -              | -              | -              | Single only |
| Cântece clasate pe locul 1 | Cântece clasate pe locul 1             | 4              | 2              | 0              | 1              | 0              | 2              | 2              | 1              |             |
| Cântece clasate în top 10  | Cântece clasate în top 10              | 8              | 3              | 0              | 2              | 2              | 3              | 2              | 2              |             |